# 長楽寺 (広島市)
長楽寺（ちょうらくじ）とは、広島県広島市安佐南区の地名。現行行政地名は長楽寺一丁目から長楽寺三丁目。郵便番号731-0143（安佐南郵便局管区）。

## 地理
安佐南区北部に位置する。北で長楽寺町、北東で高取北町、東で高取北、南で高取南、南西で沼田町大字伴、西で伴東、北西で沼田町大字伴と隣接する。町域内にはイートピア長楽寺・ふじヶ丘団地・瀬戸内ハイツなどの団地が建ち並ぶ。

### 河川
- 安川

## 歴史
長楽寺は、もと伴に属したが、慶長頃に長楽寺となる。廃藩置県後1888年（明治21年）まで、広島県沼田郡長楽寺村。1889年（明治22年）の大合併により、沼田郡大町村、上安村、中須村、高取村、相田村、長楽寺村の6村が合併し沼田郡安村となる。
太平洋戦争後の1955年（昭和30年）に安佐郡古市町と合併し安佐郡安古市町となる。1973年（昭和48年）に、広島市と合併し広島市安古市町。1980年広島市が政令指定都市に指定され広島市安佐南区長楽寺となる。

### 文化財
- 長楽寺 - 延喜5年の創建、弘安6年に武田信隆が地頭となった際、寺領二十四貫を寄進し祈祷所にしたが衰え、武田信治の次男が出家し仏門にくだり再興したと云われるが細部についての確証はないが、武田氏の庇護は在ったのではないかと思われる。

## 交通

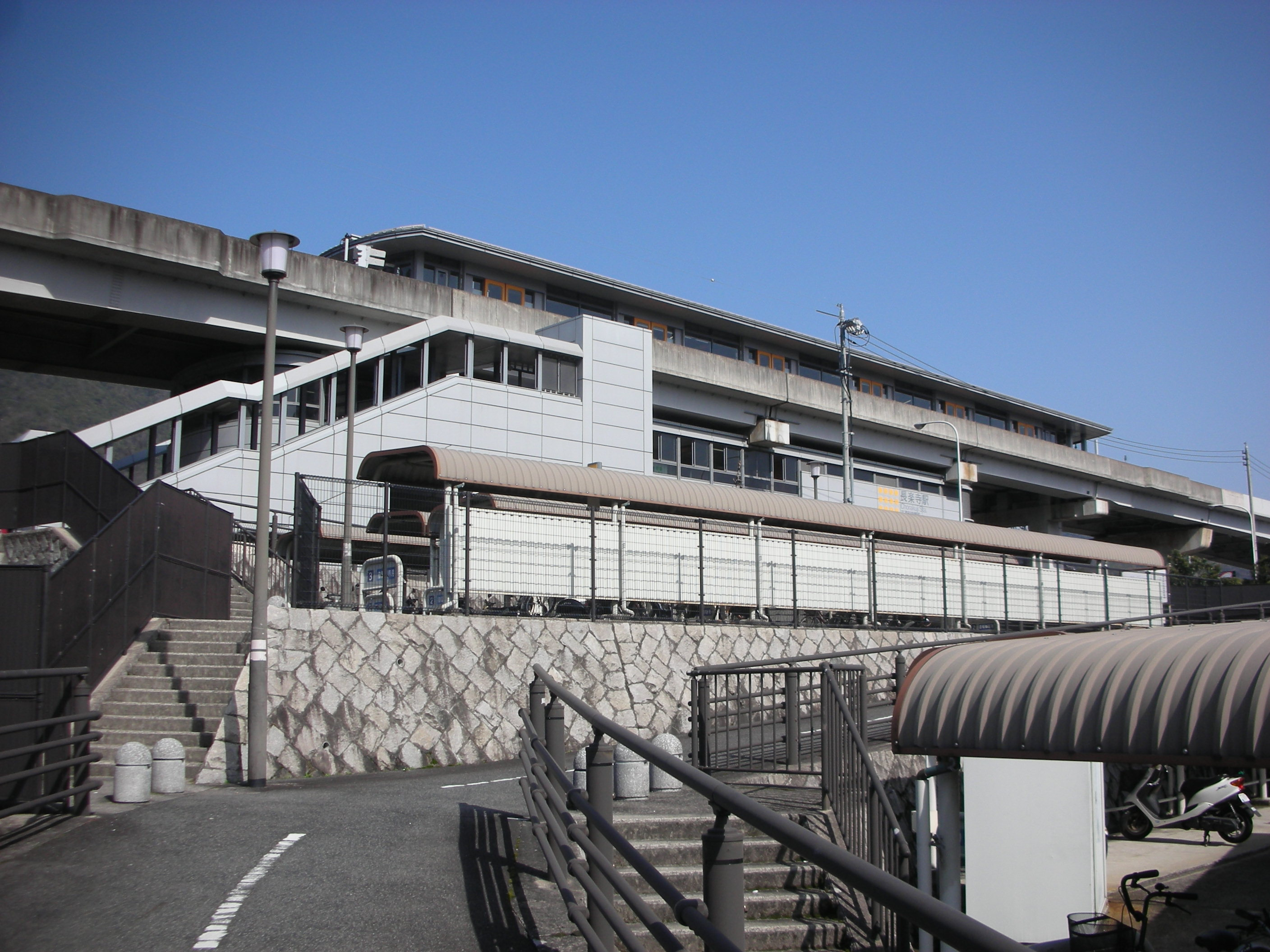
長楽寺駅

### 鉄道
- 広島高速交通広島新交通1号線（アストラムライン） 長楽寺駅

### バス
- 広電バス沼田ループ線
- フォーブル（瀬戸内ハイツ線 / ふじが丘団地線、三菱団地線、若葉台線）
- エンゼルキャブ

### 道路
- 広島県道38号広島豊平線

## 施設
- 広島市交通科学館
- しまむら
- スシロー
- 万惣
- エブリイ
- ウォンツ
- レディ薬局